# Civil War II
Civil War II est une série crossover de comics publiée par Marvel Comics depuis juin 2016. Il s'agit de la suite d'un autre événement publié en 2006 et 2007 et se compose de 8 numéros écrits par Brian Michael Bendis et dessinés par David Marquez avec des couleurs de Justin Ponsor. De nombreuses séries dérivées sont également sorties, centrées sur un ou plusieurs personnages en particulier. Cette histoire oppose deux factions de superhéros dirigées par Iron Man et Captain Marvel qui entrent en conflit lorsqu'un nouvel Inhumain du nom d'Ulysse apparaît avec la capacité de prédire le futur. 
L'histoire est introduite par une série de comics nommée The Road of Civil War II. Civil War II est dérivé en de nombreuses séries dérivées : Civil War II: Amazing Spider-Man, Civil War II: Choosing Sides, Civil War II: Gods of War, Civil War II: Kingpin, Civil War II: Ulysses, et Civil War II: X-Men.
Les changements dans l'Univers Marvel sont détaillés dans la suite Divide to stand qui fait partie du Marvel Now de 2016.

## Historique de publication
Les détails du scénario sont révélés dans le second volume de The Invicible Iron Man également écrit par Bendis avec Marquez au dessin. Un nouveau personnage inhumain, avec le pouvoir de prévoir les événements futurs, attire l'attention du monde. Ce pouvoir divise les héros sur la façon de l'utiliser. Captain Marvel pense qu'il faut punir le crime avant qu'il ne se produise alors qu'Iron Man pense que la punition ne peut pas venir avant le crime. La situation empire lorsqu’il est prédit qu'un des héros causera une destruction majeure, forçant les autres à prendre une décision difficile.   
En mars 2016, Marvel révèle les différents personnages des deux camps. Le camp d'Iron Man comprend Faucon, Jane Foster, Panthère noire, Star-Lord, Luke Cage, Hercule, Miss America, Daredevil, Veuve noire, Hulk et Deadpool. Le camp de Captain Marvel comprend Captain America, War Machine, Spider-Man, Vision, Médusa, Blue Marvel, Soldat de l'Hiver, Spectrum, Miss Hulk, Œil de Faucon et Ant-Man. Marvel révèle également deux spin-offs : Civil War II: Spider-Man écrit par Christos Gage avec Travel Foreman au dessin, et Civil War II: X-Men écrit par Cullen Bunn avec Andrea Broccardo au dessin. 
Durant la Chicago Comic & Entertainment Expo 2016,  Marvel révèle deux nouveaux spin-offs : Civil War II: Choosing Sides une anthologie écrite par différents auteurs avec Declan Shalvey au dessin, et Civil War II: Gods of War écrit par Dan Abnett avec Luke Ross.
Les mois suivants, Marvel annonce Civil War II: Kingpin écrit par Matthew Rosenberg avec Ricardo Lopez Ortiz. En mai 2016, des détails sont révélés sur Civil War II: Ulysse écrit par Al Ewing avec Jefte Palo, la série se concentre sur le personnage d'Ulysse, le nouvel Inhumain avec le pouvoir de prédire le futur et se situe avant les évènements.
Par la suite, Panini Comics annonce qu'il publiera la série en version française à partir de janvier 2017.

## Scénario
Ulysse (en), un étudiant à l'université d'État de l'Ohio, est exposé à la brume tératogène qui le transforme en Inhumain. Lorsqu’il en ressort, Ulysse a une vision d'un futur dystopique.
Des semaines plus tard, les Inhumains aident les Vengeurs à vaincre le Destructeur Céleste. Ulysse révèle ensuite aux Avengers qu'il avait prévu l'invasion, Iron Man s'oppose à la logique de punir le crime avant qu'il n'ait eu lieu et s'en va frustré. Trois semaines plus tard, War Machine est tué, et Miss Hulk est mortellement blessée lors d'un combat contre Thanos. Lorsqu'Iron Man apprend qu'ils ont utilisé le pouvoir d'Ulysse pour embusquer Thanos, Iron Man se promet de faire en sorte que personne d'autre n’utilise de nouveau le pouvoir d'Ulysse. Juste avant de faire un arrêt cardiaque, Miss Hulk demande à Captain Marvel de se battre pour le futur.
Iron Man kidnappe Ulysse à Attilan, le pays des Inhumains. Par vengeance, les Inhumains attaquent la Tour Stark, mais ils sont arrêtés par les Vengeurs. Durant la bataille, Ulysse a une vision d'Hulk tuant les Vengeurs. Hulk est approché par la suite par Captain Marvel.
Elle demande à Hulk de les aider à combattre les Vengeurs. Durant ce combat, Bruce Banner est tué par Œil-de-Faucon qui est immédiatement arrêté. Lors de son procès, Œil-de-Faucon révèle que Bruce Banner lui avait demandé il y a plusieurs mois de le tuer si jamais il perdait le contrôle.
Après qu'Œil-de-Faucon a été acquitté, Iron Man informe les autres des résultats de ses expériences, le pouvoir d'Ulysse est fondé sur des calculs de probabilités et ne montre pas obligatoirement un futur sûr. Pas convaincue, Captain Marvel retourne sur la Triskelion pour continuer ses recherches sur un possible agent d'HYDRA. Les Ultimates, Captain Marvel, la Division Alpha et les X-Treme X-Men sont attaqués par Iron Man, les Vengeurs et les X-Men de Magnéto. En sous-nombre, Captain Marvel demande l'aide des Gardiens de la Galaxie pour les aider face à l'équipe d'Iron Man.
Alors que le combat dégénère, les Inhumains arrivent pour aider Captain Marvel. C'est là qu'Ulysse a une vision montrant Miles Morales tuant Steven Rogers. Miles Morales est alors arrêté par Captain Marvel. Cette action préventive ne calme absolument pas les camps opposés et Rogers prend sur lui d'apaiser les tensions en donnant le choix à Miles Morales ; il préfère quitter les Vengeurs et rentrer chez lui. Maria Hill veut alors arrêter Iron Man et ses soutiens mais Doctor Strange apparaît et les téléporte dans un des refuges de Nick Fury. Les membres les plus jeunes des Vengeurs (Miss Marvel, Nova) quittent les lieux discrètement pour retrouver Morales avant les autres. Hill finit par le retrouver devant le Capitole, là où la vision d'Ulysse le montrait tuer Rogers.
Ulysse a une nouvelle vision, dans laquelle il est dans un futur dévasté devant un Wolverine âgé qui lui explique que les Inhumains ont quitté la planète après qu'Iron Man « est allé trop loin avec elle ». Revenu à lui, Ulysse prévient la reine des Inhumains pendant que Rogers retrouve Morales.
Captain Marvel arrive et veut à nouveau arrêter Miles Morales mais Iron Man intervient et un duel commence. Medusa veut mettre fin au combat, informée de la vision d'Ulysse, en vain. Captain Marvel porte un coup fatal à Iron Man, déclenchant une succession de visions chez Ulysse. Devant son pouvoir, Ulysse est recueille par Éternité qui lui offre une place parmi les entités cosmiques. Captain Marvel reçoit plus tard les pleins pouvoirs de la part du Président des États-Unis pour diriger et contrôler les super-héros.

## Titres de la série
| Titre                            | Numéro(s)            | Equipe de création                             |                      |
| Road to Civil War II             | Road to Civil War II | Road to Civil War II                           | Road to Civil War II |
| -------------------------------- | -------------------- | ---------------------------------------------- | -------------------- |
| All-New Wolverine                | #8-11                | Tom Taylor (A), Marcio Takara (D)              |                      |
| Invincible Iron Man              | #6-12                | Brian Michael Bendis (A), Mike Deodato Jr. (D) |                      |
| Ms. Marvel                       | #7                   | G. Willow Wilson (A), Takeshi Miyazawa (D)     |                      |
| Ultimates                        | #7                   | Al Ewing (A), Kenneth Rocafort (D)             |                      |
| Main Series                      |                      |                                                |                      |
| Civil War II                     | Free Comic Book Day  | Brian Michael Bendis (A), Jim Cheung (D)       |                      |
| Civil War II                     | #0–8                 | Brian Michael Bendis (A), David Marquez (D)    |                      |
| Tie-ins                          |                      |                                                |                      |
| Civil War II: The Accused        | #1                   |                                                |                      |
| Civil War II: Amazing Spider-Man | #1–4                 | Christos N. Gage (A), Travel Foreman (D)       |                      |
| Civil War II: Choosing Sides     | #1–6                 | Divers (A), Declan Shalvey & Divers (D)        |                      |
| Civil War II: The Fallen         | #1                   | Greg Pak (A)                                   |                      |
| Civil War II: Gods of War        | #1–4                 | Dan Abnett (A), Emilio Laiso (D)               |                      |
| Civil War II: Le Caïd            | #1–4                 | Matthew Rosenberg (A), Ricardo Lopez Ortiz (D) |                      |
| Civil War II: The Oath           | #1                   |                                                |                      |
| Civil War II: Ulysses            | #1-3                 | Al Ewing (A), Jefte Palo (D)                   |                      |
| Civil War II: X-Men              | #1–4                 | Cullen Bunn (A), Andrea Broccardo (D)          |                      |
| A-Force                          | #8-10                | Kelly Thompson (A), Paulo Siqueira (D)         |                      |
| Agents of S.H.I.E.L.D.           | #7-10                | Marc Guggenheim (A), German Peralta (D)        |                      |
| All-New All Different Avengers   | #13-15               |                                                |                      |
| All-New Wolverine                | #10-12               | Tom Taylor (A), Marcio Takara (D)              |                      |
| Captain America: Sam Wilson      | #10-13               | Nick Spencer (A), Angel Unzueta (D)            |                      |
| Captain America: Steve Rogers    | #4-6                 | Nick Spencer (A), Jesus Saiz (D)               |                      |
| Captain Marvel                   | #6-10                | Tara Butters (A), Michele Fazekas (D)          |                      |
| Deadpool                         | #14-18               | Gerry Duggan (A), Mike Hawthorne (D)           |                      |
| Guardians of the Galaxy          | #11-13               | Brian Michael Bendis (A),                      |                      |
| International Iron Man           | #4                   |                                                |                      |
| Invincible Iron Man              | #12-14               |                                                |                      |
| Mockingbird                      | #6-8                 |                                                |                      |
| Ms. Marvel                       | #8-11                | G. Willow Wilson (A), Takeshi Miyazawa (D)     |                      |
| New Avengers                     | #12-17               | Al Ewing (A), Gerardo Sandoval (D)             |                      |
| Nova                             | #8-9                 | Sean Ryan (A), R. B. Silva (D)                 |                      |
| Patsy Walker AKA Hellcat!        | #8                   | Kate Leth (A), Brittney Williams (D)           |                      |
| Power Man and Iron Fist          | #6-9                 | David Walker (A), Flaviano Armentaro (D)       |                      |
| Rocket Raccoon & Groot           | #8-10                |                                                |                      |
| Scarlet Witch                    | #9                   |                                                |                      |
| Spider-Man                       | #6-9                 | Brian Michael Bendis (A), Sara Pichelli (D)    |                      |
| Spider-Man 2099                  | #13-16               |                                                |                      |
| Spider-Woman                     | #9-11                | Dennis Hopeless (A), Javier Rodriguez (D)      |                      |
| Squadron Supreme                 | #9-12                | James Robinson (A), Leonard Kirk (D)           |                      |
| Thunderbolts                     | #5                   |                                                |                      |
| Totally Awesome Hulk             | #7-12                | Greg Pak (A), Alan Davis (D)                   |                      |
| Ultimates                        | #8-12                | Al Ewing (A), Kenneth Rocafort (D)             |                      |
| Uncanny Avengers                 | #13-15               |                                                |                      |
| Uncanny Inhumans                 | #11-14               | Charles Soule (A), Carlos Pacheco (D)          |                      |
| Venom: Space Knight              | #11-12               |                                                |                      |